# Copa Ecuador
La Copa Ecuador è un torneo calcistico organizzato dalla federazione ecuadoriana. La prima edizione è stata disputata nel 2018-2019. La squadra vincitrice ottiene la qualificazione alla Copa Sudamericana dell'anno successivo.

## Storia
La federazione avallò la creazione della coppa il 18 maggio 2018. Non organizzando più infatti i principali campionati del paese, la FEF decise di istituire la competizione.
Il torneo si svolge con gare di andata e ritorno, compresa la finale. In caso di parità di punteggio vige la regola del gol in trasferta per determinare il passaggio del turno.

## Albo d'oro
| Stagione  | Vincitrice              | Risultato     | Secondo posto           |
| --------- | ----------------------- | ------------- | ----------------------- |
| 2018-2019 | LDU Quito               | 2 - 0 ; 1 - 3 | Delfín                  |
| 2022      | Independiente del Valle | 3 - 1         | Nueve de Octubre        |
| 2024      | El Nacional             | 1 - 0         | Independiente del Valle |